# Petr Maléř
Petr Maléř (* 29. prosince 1963 Vsetín) je český fotbalový trenér a bývalý fotbalový obránce. Jeho zetěm je fotbalista Pavel Dreksa.

## Hráčská kariéra
V mládežnických kategoriích hrál za TJ Zbrojovka Vsetín. V lize odehrál celkem 189 utkání a dal 16 gólů (za Brno 142 utkání a 13 gólů, za Drnovice 34 utkání a 3 góly a 13 utkání za Karvinou). Ve druhé lize nastoupil za Gottwaldov (dnes Zlín) ke 43 utkáním a vstřelil 6 branek, ve Zbrojovce Brno zasáhl ve druhé lize do 88 utkání a vstřelil v nich 12 gólů (v postupové sezoně se trefil osmkrát). Po skončení aktivní hráčské kariéry působí jako trenér.

### Evropské poháry
Za Boby Brno odehrál obě utkání v Poháru vítězů pohárů 1993/94 proti německému Bayeru Leverkusen, aniž by skóroval. Zasáhl také do tří utkání v Poháru Intertoto 1995, v nichž vstřelil jednu branku.

### Prvoligová bilance
| Ročník                                   | Zápasy | Góly | Minuty | Klub              |
| ---------------------------------------- | ------ | ---- | ------ | ----------------- |
| 1. československá fotbalová liga 1989/90 | 20     | 1    | –      | Zbrojovka Brno    |
| 1. československá fotbalová liga 1990/91 | 25     | 0    | –      | Zbrojovka Brno    |
| 1. československá fotbalová liga 1992/93 | 28     | 2    | –      | FC Boby Brno      |
| 1. česká fotbalová liga 1993/94          | 25     | 4    | 2 191  | FC Boby Brno      |
| 1. česká fotbalová liga 1994/95          | 27     | 6    | 2 430  | FC Boby Brno      |
| 1. česká fotbalová liga 1995/96          | 17     | 0    | 1 250  | FC Boby Brno      |
| 1. česká fotbalová liga 1996/97          | 6      | 0    | 540    | FC Petra Drnovice |
| 1. česká fotbalová liga 1997/98          | 26     | 3    | 2 286  | FC Petra Drnovice |
| Gambrinus liga 1998/99                   | 2      | 0    | 91     | FC Petra Drnovice |
| Gambrinus liga 1998/99                   | 13     | 0    | 1 170  | FC Karviná        |
| CELKEM                                   | 189    | 16   | –      |                   |

## Trenérská kariéra
Začínal u mládeže v roce 2000, jako asistent u rezervního týmu Zbrojovky působil na podzim 2001. Dále byl asistentem trenéra u prvoligových mužstev Zbrojovky (2001/02 – podzim 2003 a 2012/13) a Zlína (podzim 2008). Jako hlavní trenér vedl ve dvou obdobích „B“ mužstvo Zbrojovky, v prvním ve druhé lize (jaro 2004 – 2005/06) a po sestupu v Moravskoslezské fotbalové lize (2006/07 a 2007/08), ve druhém v Moravskoslezské fotbalové lize (říjen 2009 – podzim 2011). Od jara 2012 byl asistentem Petra Čuhela u „A“ mužstva. Na jaře 2013 vystřídal na lavičce zbrojovácké juniorky Ludevíta Grmelu (převzal po Čuhelovi „A“ mužstvo jako hlavní trenér) a slavil s týmem titul v prvním ročníku Juniorské ligy. Poté začal pracovat v MSK Břeclav jako šéftrenér mládeže a zároveň vedl fotbalisty Bořetic (červenec 2013 – říjen 2013), ještě v průběhu podzimu však odešel dělat asistenta Petru Čuhelovi do 1. FK Příbram.
Jako hlavní trenér vedl na jaře 2009 Mikulov, do poloviny října 2009 byl trenérem Bořetic, pak se vrátil k „B“ mužstvu Zbrojovky.
V sezoně 2015/16 vedl TJ Sokol Lanžhot v Přeboru Jihomoravského kraje.
Od 7. kola druholigového ročníku 2018/19 je asistentem trenéra Pavla Šustra u A-mužstva Zbrojovky Brno.